# Hygienhypotesen
Hygienhypotesen är en teori som går ut på att mikroorganismer, parasiter och andra smittämnen bidrar till att stärka immunförsvaret. Enligt denna teori ökar risken för allergier och autoimmuna sjukdomar hos personer som inte utsätts för dessa smittämnen.
Hygienhypotesen dök upp första gången 1989 i en studie av professor David Strachan. Hans teori går ut på att den ökade andelen allergier hos barn har att göra med att barn numera inte utsätts för skadliga bakterier i samma utsträckning som tidigare och drabbas av färre infektioner under barndomen. Kritiker menar dock att exponeringen för bakterier endast är en av flera möjliga förklaringar till att allergierna ökar och att det kanske inte är den viktigaste orsaken.